# Retrato de Jovem com Corrente de Ouro
Retrato de Jovem com Corrente de Ouro é uma pintura a óleo sobre madeira atribuída ao pintor barroco holandês Rembrandt. Assinada e usualmente datada de 1635, é tradicionalmente apontada pela historiografia como um auto-retrato (sob o título Auto-retrato com Barba Nascente ou Auto-retrato com Corrente de Ouro), embora a crítica contemporânea tenda a contestar essa hipótese.
A atribuição da obra a Rembrandt é antiga e amparada por diversos documentos e registros gráficos que remontam ao século XVII. Não obstante, um parecer da Comissão Rembrandt, de 1989, a atribuiu ao “círculo” do mestre holandês. A nova atribuição gerou polêmica: o parecer foi contestado por Pietro Maria Bardi e Luiz Marques, entre outros especialistas, que creditam a autoria do painel a Rembrandt. A obra encontra-se atualmente conservada no Museu de Arte de São Paulo.

## A obra

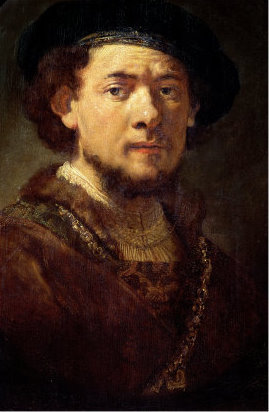
Detalhe da obra.

O modelo fita diretamente o espectador, mas sua expressão facial insinua certa reserva e uma distante melancolia. A personagem é trabalhada com esmero, destacando-se de um fundo neutro, com variações de iluminação da mesma tonalidade monocromática. No pescoço, uma corrente de ouro, que avança sobre o peito do modelo em formato de “V”. Um gorro preto e uma pesada estola de tecido complementam os acessórios do retratado.
O formato da obra é inusual e a existência de cópias induz a pensar que o retrato fosse originalmente retangular e tivesse dimensões ligeiramente maiores. Ademais, a obra encontra-se em mau estado de conservação e com a matéria pictórica original sobreposta em várias partes. Sobre o ombro direito, legível apenas à luz infravermelha, encontra-se a assinatura “Rembrandt”.
A atribuição do retrato a Rembrandt é antiga, amparada essencialmente na existência de um número considerável de cópias e reproduções. Desde ao menos o século XVIII a historiografia considera-a de Rembrandt e, não raramente, o retrato é citado como uma de suas obras-primas.

### Retrato ou auto-retrato?

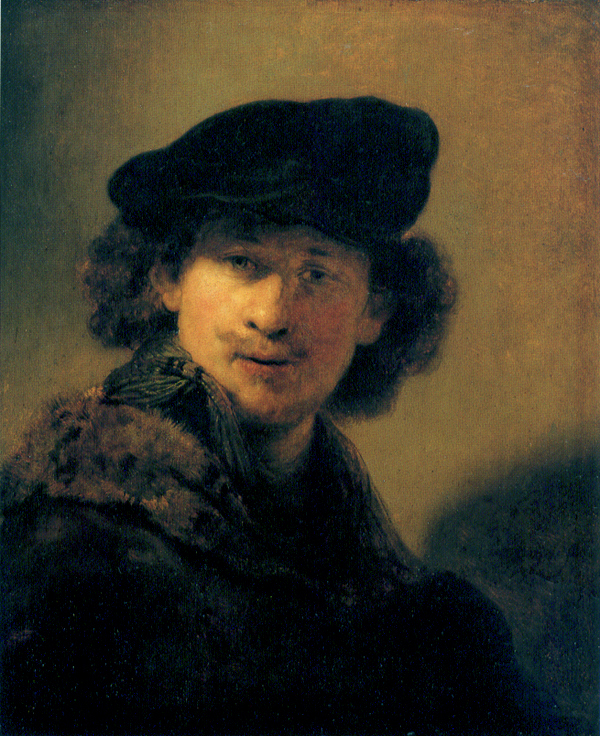
Rembrandt. Auto-retrato, 1634. Gemäldegalerie, Berlim.

Tão antiga quanto a atribuição a Rembrandt é a crença de que a obra seria um auto-retrato do pintor, executado por volta de 1635. A partir da segunda metade do século XX, muitos historiadores têm contestado a hipótese, com base em comparações com outros auto-retratos do mesmo período.
Kurt Bauch é o primeiro. Em 1966, o historiador alemão questiona a identificação tradicional do retratado, preferindo denominar a obra com título genérico de Junger Mann in Reicher Tracht ("Jovem em Ricos Trajes"). Dois anos depois, Horst Gerson endossa as dúvidas de Bauch, seguido por Paolo Lecaldano (1969) e Christopher Wright (1981).
Em 1989, o parecer da Comissão Rembrandt não apenas discorda da hipótese da obra ser um auto-retrato como nega sua autoria a Rembrandt. Luiz Marques diverge do parecer no que tange à autoria, mas considera "extremamente inverossímil" a tradicional hipótese de que se trate de um auto-retrato, acrescentando ainda que uma comparação entre o retrato do MASP e dois auto-retratos da década de 1630, conservados no Louvre e na Gemäldegalerie, revela que as similaridades resumem-se basicamente a faixa etária dos retratados.

## Atribuição

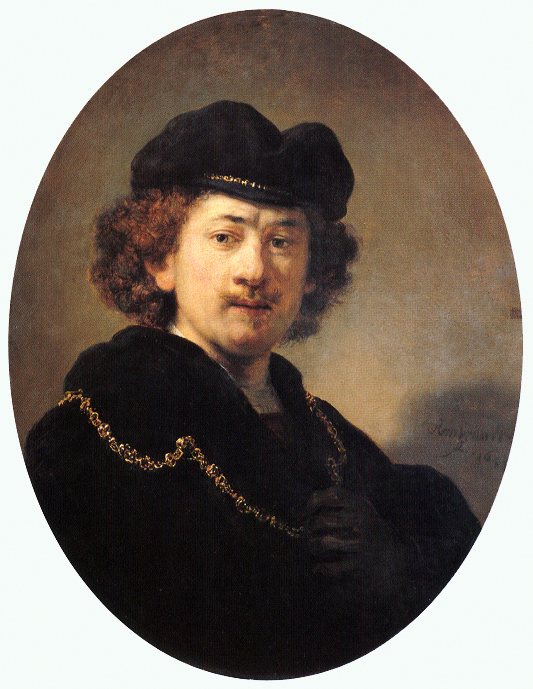
Rembrandt. Auto-retrato com Corrente de Ouro, 1633. Museu do Louvre, Paris.

Os primeiros registros documentando a obra e a autoria de Rembrandt datam do século XVII. Conhece-se um desenho de autoria de Ferdinand Bol, discípulo direto de Rembrandt, reproduzindo o retrato do MASP. Ao menos três gravuras setecentistas também reproduzem a obra: uma de Pieter van Bleek, outra de Murray e a terceira de Johann Georg Hertel II. Todas trazem a inscrição "Rembrandt pinxit" ("Rembrandt pintou"). Na historiografia, o retrato comparece em biografias, compilações e catálogos de pinturas de Rembrandt desde pelo menos 1822. Não são raras as referências à tela como uma das obras-primas do pintor (John Smith, 1836; Carel Vosmaer, 1877, entre outros), atestadas também por um número considerável de cópias antigas e derivações produzidas por outros artistas de renome, como William Hogarth.

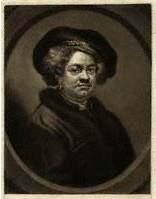
James Macardell. John Pine. Gravura feita a partir do retrato por William Hogarth.

Em 1968, Gerson observa que a atribuição a Rembrandt "não é totalmente convicente" e em 1983, Sumovsky avança o nome de Govaert Flinck como possível autor do retrato. Mas é somente em 1989 que se formaliza um parecer contrário à tradicional atribuição. Neste ano, a obra é analisada por um membro da Comissão Rembrandt - um comitê de especialistas que se instalou na Holanda para averiguar a autoria de todos os quadros conhecidos do artista. O parecer da comissão negou a autoria do mestre holandês, atribuindo a obra ao "círculo de Rembrandt".
Instala-se uma polêmica discussão. No mesmo ano, o historiador Pietro Maria Bardi declara discordar do parecer da comissão. Três anos depois, reafirma sua convicção de que o retrato "é obra do mestre", recordando que muitos "museus estrangeiros se recusam a aceitar os vereditos daquela comissão". De fato, instituições como a Coleção Frick de Nova York e especialistas como Simon Schama têm rejeitado os pareceres do comitê e a própria Comissão Rembrandt têm revisto muitas de suas atribuições (em 2005, quatro pinturas atribuídas ao "círculo de Rembrandt" pela comissão foram republicadas como obras autógrafas do mestre, segundo o próprio comitê).
Em 1998, Luiz Marques, professor de História da Arte da Unicamp, também discorda do parecer da comissão, elencando uma série de elementos desconsiderados pela análise do comitê que, em sua opinião, "distancia muito a obra do raio de ação de Rembrandt". Marques observa ainda que são necessários exames científicos para se obter uma análise mais circunstanciada acerca da atribuição do retrato e da própria autenticidade da assinatura - ignorada pela comissão -, recordando que o prestígio de que o retrato gozou no passado também é um forte indicativo de sua origem, no mínimo, no ateliê de Rembrandt.
Além dos supracitados, a obra foi atribuída com maior ou menor convicção a Rembrandt por Hofstede de Groot, Abraham Bredius, Van Gelder, Haverkamp-Begemann e Christopher Brown, entre outros, e pela totalidade da crítica especializada anterior ao século XX, à exceção de Waagen.

## Outras versões e derivações
Além das gravuras já mencionadas, a obra do MASP serviu de inspiração ao Retrato de John Pine, executado pelo pintor e gravador inglês William Hogarth em 1755, atualmente conservada na Beaverbrook Art Gallery de Fredericton, Canadá. A informação foi dada pelo curador do museu, em carta enviada a Pietro Maria Bardi, datada de 1985.
Ademais, existem várias cópias do retrato em questão. Christopher Wright destaca uma em especial, distinta das outras por possuir um grau mais elevado de qualidade, que reproduz a obra do MASP com algumas variantes nas vestes do retratado. A obra estava no mercado de arte de Amsterdam na década de 1960, mas sua atual localização é desconhecida.
Por fim, há registro de um desenho de Ferdinand Bol, talentoso discípulo de Rembrandt, reproduzindo fidedignamente a obra do MASP. Ferdinand Bol frequentou o ateliê de Rembrandt entre 1635 e 1637 - o mesmo período em que se costuma datar o Retrato de Jovem com Corrente de Ouro -, o que, segundo Luiz Marques, seria uma prova concreta da origem da obra ao menos no ateliê de Rembrandt.